# Leandro Alejandro
Leandro Alejandro (10 juli 1960 - 19 september 1987) was een linkse activist, studentenleider en nationalist in de Filipijnen.
Lean, zoals Alejandro ook wel bekendstond, studeerde aan de University of the Philippines. Hij werd lid van Youth for Nationalism and Democracy en werd in 1983 gekozen als voorzitter van de University Student Council (USC). In 1985 was Lean een van de oprichters van de links organisatie BAYAN. Alejandro werd bovendien gekozen als secretaris-generaal.
Na de EDSA-revolutie stelde Alejandro zich kandidaat voor het Filipijns Huis van Afgevaardigden namens het kiesdistrict Navotas-Malabon. Hij verloor de strijd echter van Teresa Aquino-Oreta de schoonzus van de toenmalige president Corazon Aquino. Deze uitslag van een van de meest omstreden resultaten in de verkiezingen van 1987.
Op 19 september 1987, net na de mislukte couppoging door Gregorio Honasan, kondigde Alejandro in een persconferentie een grote demonstratie aan voor de maandag daarop om te demonstreren tegen de "terugkeer van een fascistische regering". Tijdens de autorit terug naar het hoofdkwartier van BAYAN werd de auto beschoten door een automatisch geweer. Alejandro kwam daarbij om het leven. Men vermoedde dat de daders gezocht moesten worden in de hoek van Marcos-loyalisten uit het Filipijnse leger, maar er werd nooit iemand gearresteerd voor de moord.
- International Standard Name Identifier: 0000 0000 3747 4614
- Library of Congress Control Number: n97903831
- Virtual International Authority File: 14076285
- WorldCat: E39PBJrrB8CQ8TtYpfhYmhmmVC